# Laemophloeus felix
Laemophloeus felix là một loài bọ cánh cứng trong họ Laemophloeidae. Loài này được Kessel miêu tả khoa học năm 1921.